# Cyanocharax uruguayensis
Cyanocharax uruguayensis är en fiskart som först beskrevs av Messner 1962.  Cyanocharax uruguayensis ingår i släktet Cyanocharax och familjen Characidae. Inga underarter finns listade i Catalogue of Life.